# Bennauermühle
Bennauermühle ist ein Gemeindeteil der Ortsgemeinde Asbach im Landkreis Neuwied im nördlichen Rheinland-Pfalz.

## Geographie
Der Wohnplatz liegt im Niederwesterwald etwa drei Kilometer westlich des Hauptortes Asbach. Bennauermühle liegt im Pfaffenbachtal westlich des Bennauer Kopfs und dem Asbacher Ortsteil Bennau.

## Geschichte
Die Bennauer Mühle wurde erstmals im Jahr 1554 urkundlich erwähnt und war im Besitz des Junkers Wilhelm von Etzbach. 1634 wurde sie als Ölmühle betrieben.
In einem Versteigerungsaufgebot aus dem Jahre 1847 wird die Bennauer Mühle wie folgt beschrieben: „bestehend aus einer Ölmühle mit zwei Laufsteinen und Walzen, sodann einer Gerste-, Knochen- und Stärke-Mühle“. Es wurde dabei angemerkt, dass sämtliche „Gebäulichkeiten“ noch neu sind und zu der Mühle ein Grundstück von drei Preußischen Morgen Grundfläche gehört, bestehend aus Hofraum, Garten und Wiesen.
Bei einer Volkszählung im Jahr 1885 lebten sieben Personen in der Mühle. Der Mühlenbetrieb wurde um 1900 eingestellt, 1932 brannte die Mühle ab.
Bis zum 16. März 1974 gehörte der Wohnplatz zu der bis dahin eigenständigen Gemeinde Elsaff, welche mit gleichem Datum aufgelöst wurde und deren Ortschaften entsprechend der ehemaligen Kirchspielzugehörigkeit den neu gebildeten Ortsgemeinden Asbach und Buchholz zugeordnet wurden. Hierbei kam der Weiler Bennauermühle zu Asbach.